# Rougegoutte
Rougegoutte ist eine französische Gemeinde im Département Territoire de Belfort in der Region Bourgogne-Franche-Comté.

## Geographie
Rougegoutte liegt auf 451 m Meereshöhe, zwei Kilometer südöstlich von Giromagny und etwa elf Kilometer nördlich der Stadt Belfort (Luftlinie). Das Dorf erstreckt sich am Südfuß der Vogesen, am Rand des Beckens von Giromagny, das sich zwischen den Vogesen, den Hügeln der Forêt de Roppe und der Montagne de Salbert ausdehnt, an der Mündung des Dorfbachs in die Rosemontoise. Es liegt im Regionalen Naturpark Ballons des Vosges.
Die Fläche des 8,07 km² großen Gemeindegebiets umfasst einen Abschnitt im Bereich des Vogesenvorlandes. Der südliche Teil des Gebietes wird vom Plateau am Vogesenfuß eingenommen, das durchschnittlich auf 450 m liegt. Es ist teils von Acker- und Wiesland, teils von Wald bestanden. Entwässert wird das Gebiet durch die Rosemontoise, die parallel zur Savoureuse nach Süden fließt und erst nördlich von Belfort in diese mündet. Auf dem Plateau befinden sich mehrere Weiher, die einst für die Fischzucht angelegt wurden. Ganz im Süden reicht der Gemeindebann in das Waldgebiet der Forêt de Vaivre.
Nach Nordosten erstreckt sich das Gemeindeareal in die Talmulde und das Quellgebiet des Dorfbachs. Dicht bewaldete Hänge steigen zu den Höhen des Fayé und der Pointe des Roches in den Südvogesen an. Hier wird mit 910 m die höchste Erhebung von Rougegoutte erreicht. Diese Höhen gehören zu den nach Süden ausgreifenden Hügelketten des Baerenkopfes.
Zu Rougegoutte gehören der Weiler Le Bringard (551 m) am unteren Südwesthang der Pointe des Roches sowie einige Einzelhöfe. Nachbargemeinden von Rougegoutte sind Vescemont im Norden, Grosmagny im Osten, Chaux im Süden sowie Giromagny im Westen.

## Geschichte
Erstmals schriftlich erwähnt wird das Dorf im Jahr 1196, als Papst Coelestin III. dem Kapitel Saint-Maimboeuf in Montbéliard den Besitz der Kirche von Rougegoutte bestätigte. Die Pfarrei von Rougegoutte umfasste einen Großteil der Ortschaften im Becken von Giromagny. Zunächst im Einflussbereich der Grafen von Montbéliard stehend, gelangte das Dorf Mitte des 14. Jahrhunderts unter die Oberhoheit der Habsburger. Es gehörte damals zur Herrschaft Rosemont. Zusammen mit dem Sundgau kam Rougegoutte mit dem Westfälischen Frieden 1648 an die französische Krone. Seit 1793 gehörte es zum Département Haut-Rhin, verblieb jedoch 1871 als Teil des Territoire de Belfort im Gegensatz zum restlichen Elsass bei Frankreich. Heute ist Rougegoutte Mitglied des acht Gemeinden umfassenden Gemeindeverbandes Communauté de communes la Haute Savoureuse.

## Sehenswürdigkeiten
Die Kirche Saint-Georges wurde 1724 an leicht erhöhter Lage am Rand der Ebene neu erbaut und besitzt eine reiche Ausstattung (siehe: Liste der Monuments historiques in Rougegoutte).
Zahlreiche Häuser im traditionellen Stil aus dem 17. und 18. Jahrhundert sind im alten Dorfkern erhalten. Auf dem Dorfplatz steht eine rund 400 Jahre alte Linde.

Kirche Saint-Georges
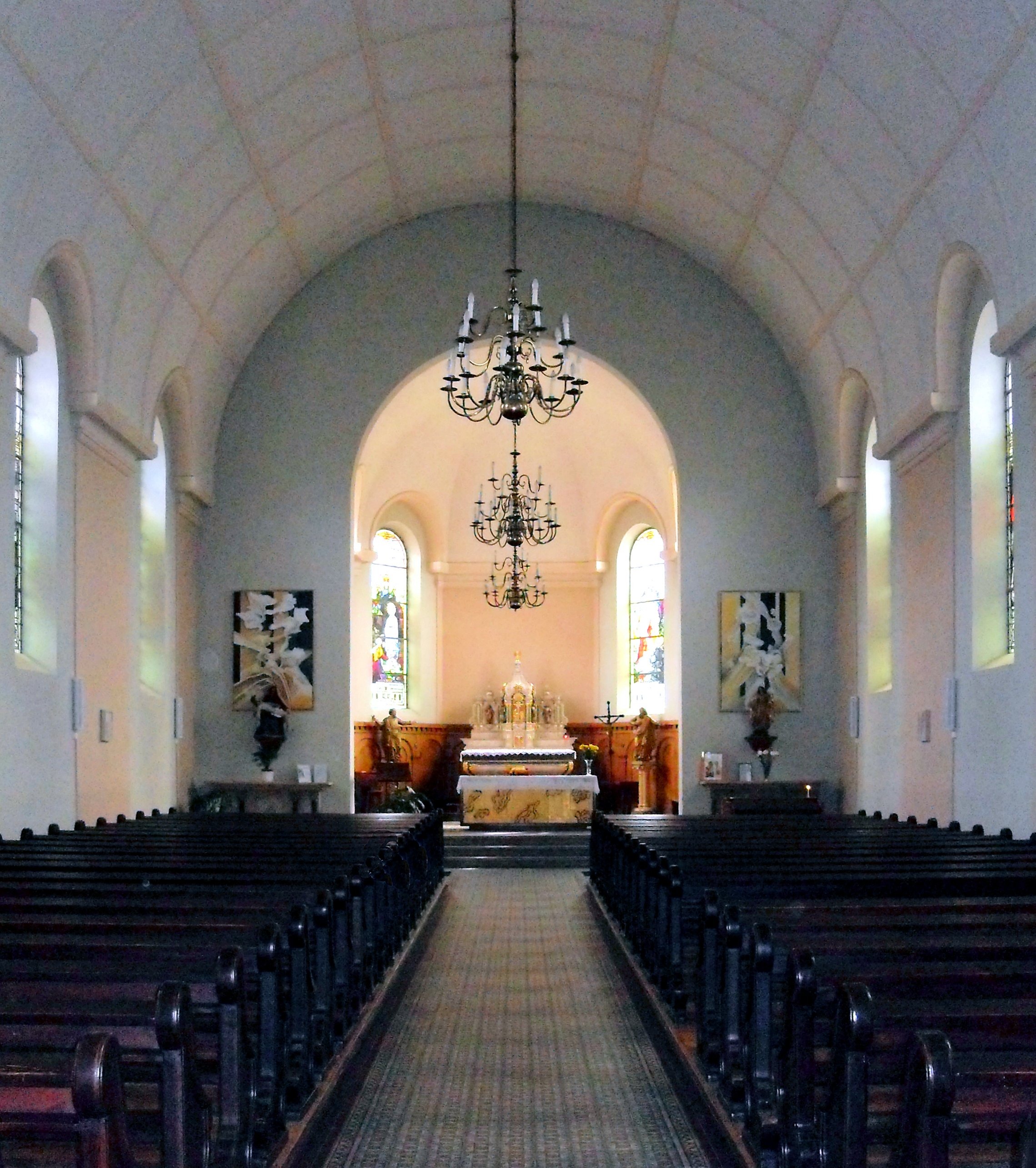
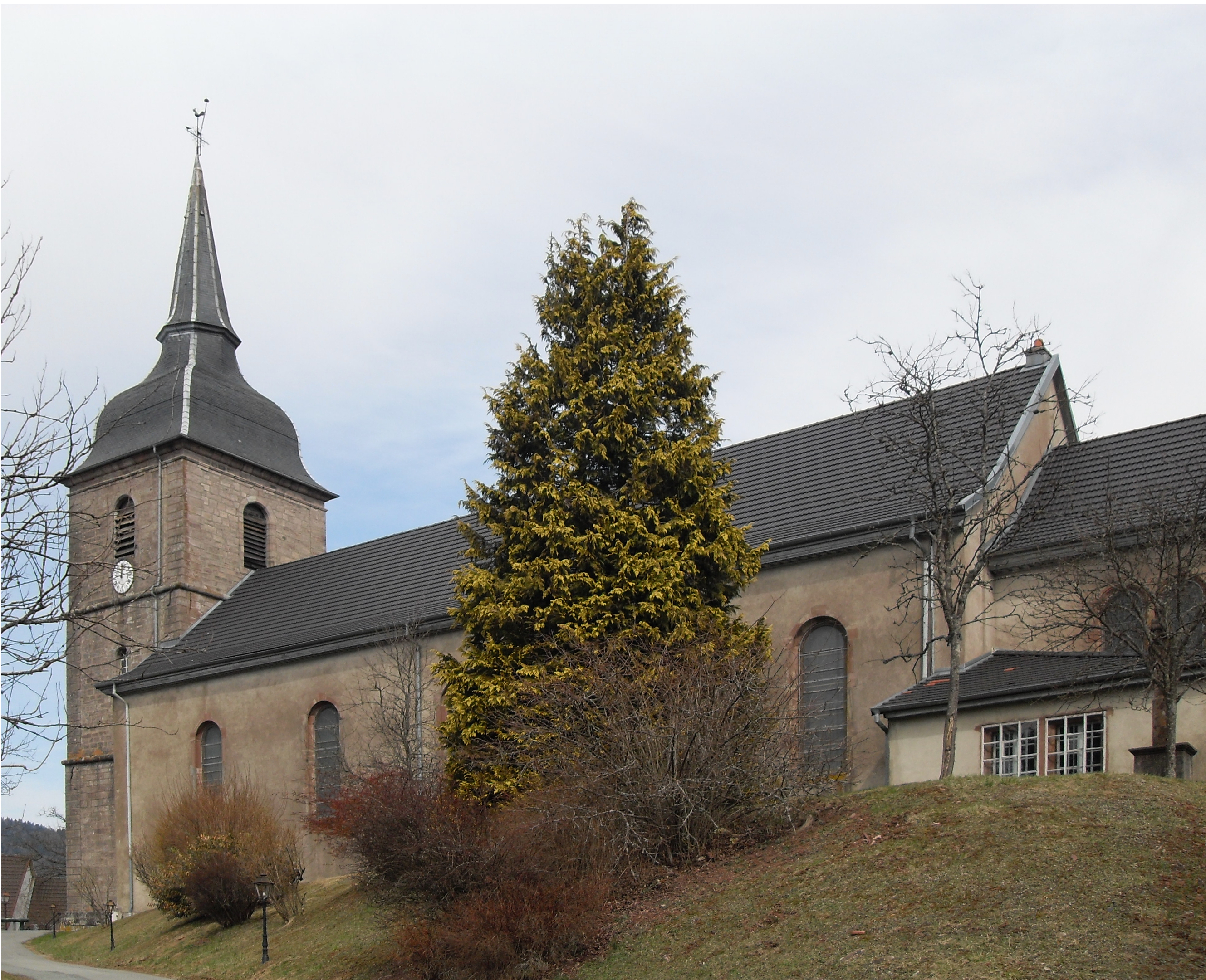
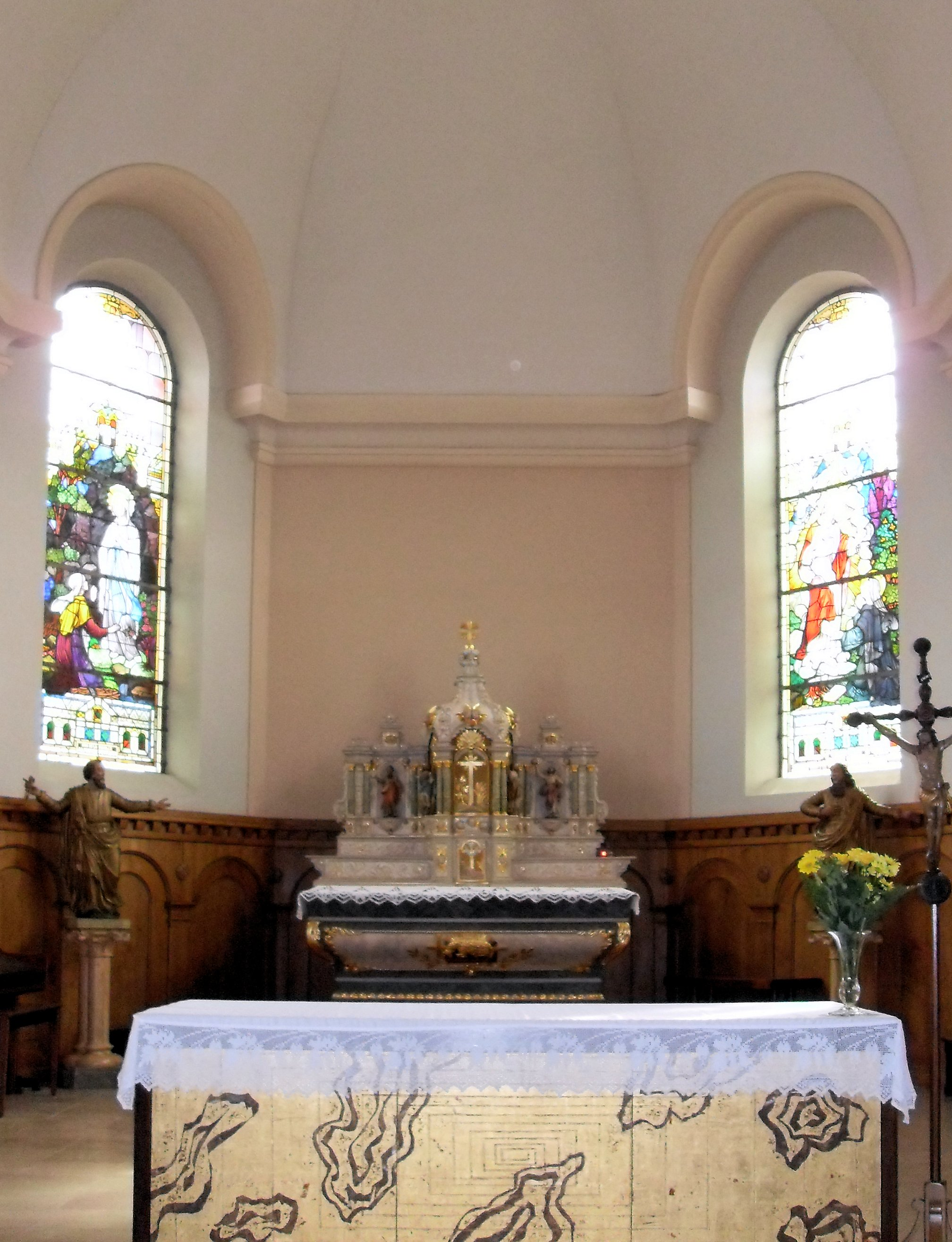

## Bevölkerung
| Bevölkerungsentwicklung | Bevölkerungsentwicklung |
| Jahr                    | Einwohner               |
| ----------------------- | ----------------------- |
| 1962                    | 789                     |
| 1968                    | 826                     |
| 1975                    | 892                     |
| 1982                    | 919                     |
| 1990                    | 858                     |
| 1999                    | 894                     |

Mit 988 Einwohnern (1. Januar 2022) gehört Rougegoutte zu den kleineren Gemeinden des Département Territoire de Belfort. Nachdem die Einwohnerzahl in der ersten Hälfte des 20. Jahrhunderts deutlich abgenommen hatte (1896 wurden noch 1450 Personen gezählt), wurde seit Beginn der 1990er-Jahre wieder ein leichtes Bevölkerungswachstum verzeichnet. Das Siedlungsgebiet von Rougegoutte ist heute mit denjenigen von Giromagny und Vescemont zusammengewachsen.

## Wirtschaft und Infrastruktur
Rougegoutte war lange Zeit ein vorwiegend durch die Landwirtschaft (Ackerbau, Obstbau und Viehzucht) und die Forstwirtschaft geprägtes Dorf. Im Verlauf des 19. und 20. Jahrhunderts ließen sich hier verschiedene Industriebetriebe nieder. Wichtigste Arbeitgeberin ist ein Unternehmen der Gruppe Visteon, das Cockpit-Systeme für Autos anfertigt und die Automobilhersteller Peugeot-Citroën und Daimler-Chrysler beliefert. Daneben gibt es Betriebe der Kunststoffindustrie, der Feinmechanik und des lokalen Kleingewerbes. Mittlerweile hat sich das Dorf auch zu einer Wohngemeinde gewandelt. Viele Erwerbstätige sind deshalb Wegpendler, die in den größeren Ortschaften der Umgebung und in der Agglomeration Belfort ihrer Arbeit nachgehen.
Die Ortschaft ist verkehrstechnisch gut erschlossen. Sie liegt an einer Departementsstraße, die von Giromagny entlang dem Vogesenfuß nach Étueffont führt. Der nächste Anschluss an die Autobahn A36 befindet sich in einer Entfernung von ungefähr 14 Kilometern. Weitere Straßenverbindungen bestehen mit Chaux und Vescemont.